# Gwiazdosz malutki
Gwiazdosz malutki, gwiazdosz karzełkowaty (Geastrum schmidelii Vittad.) – gatunek grzybów z rodziny gwiazdoszowatych.

## Systematyka i nazewnictwo
Pozycja w klasyfikacji według Index Fungorum: Geastrum, Geastraceae, Geastrales, Phallomycetidae, Agaricomycetes, Agaricomycotina, Basidiomycota, Fungi.
Po raz pierwszy opisał go Carlo Vittadini w 1842 r. na Sycylii. W 2014 r. wyznaczono lektotyp. Synonimy:

- Geastrum bryantii Berk. 1860
- Geastrum coronatum var. bryantii (Berk.) Quél. 1886
- Geastrum nanum var. coniferarum V.J. Staněk 1958
- Geastrum schmidelii var. bryantii (Berk.) Costantin & L.M. Dufour 1891
- Geastrum schmidelii var. coniferarum (V.J. Staněk) Lécuru 2010
- Plecostoma schmidelii Desv. 1809

Feliks Teodorowicz w 1933 r. nadał mu polską nazwę gwiazdosz Szmidela, Władysław Wojewoda w 2003 r. zaproponował nazwę gwiazdosz karzełkowaty, a Komisja ds. Polskiego Nazewnictwa Grzybów przy Polskim Towarzystwie Mykologicznym zarekomendowała nazwę gwiazdosz malutki.

## Morfologia
Owocnik
Młode owocniki kuliste, później często spłaszczone, osiągające średnicę 0,5–3 cm i na całej powierzchni pokryte warstwą grzybni zmieszanej z cząstkami podłoża. Egzoperydium pęka do połowy wysokości owocnika lub głębiej, dzieląc się na 5–10 ramion, które niemal zupełnie nie są higroskopijne. Ramiona te później odchylają się w dół, wskutek czego owocnik osiąga średnicę 3 cm. Początkowo jest mięsiste i białawoszare, później brązowieje. Odchylające się ramiona egzoperydium odsłaniają jedwabiste, połyskliwe, białawe lub nieco zbrązowiałe, włókniste endoperydium. Jest kuliste lub workowate, ma średnicę 0,3–2 cm, wyraźną apofizę i znajduje się na trzonie o grubości 0,1–0,7 cm i wysokości 0,1–0,2 cm. Perystom stożkowaty, w suchych okazach o wysokości do 8 mm z 10–19 karbami, jasny, u młodych okazów nieco ciemniejszy od egzoperydium, początkowo pokryty mączystym nalotem. Otoczony jest bruzdą nadającą mu kształt talerzyka.
Cechy mikroskopowe
Kolumella niewielka, swoją rozgałęzioną częścią sięgająca do połowy wysokości endoperydium. Gleba ciemnobrązowa. Zarodniki kuliste (4,7–) 5–7 (–7,7) μm, pokryte grubymi brodawkami (na obwodzie około 15 brodawek). Strzępki włośni jasnobrązowe o grubości do 6 μm.
Gatunki podobne
Szczególnie te o karbowanym perystomie, np. najczęściej występujący gwiazdosz prążkowany Geastrum striatum. Odróżnia się wyraźnie ostrokrawędzistą apofizą. Gwiazdosz angielski Geastrum berkeleyi ma wyraźnie brodawkowatą powierzchnię główki. Bardzo podobny do niego gwiazdosz szorstki Geastrum campestre, ma również brodawkowatą powierzchnię główki, ale jest higroskopijny i w zależności od wilgotności powietrza stula lub rozpościera ramiona. Gwiazdosz bury Geastrum elegans ma siedzącą główkę
bez widocznej szyjki, a gwiazdosz długoszyjkowy Geastrum pectinatum ma wyraźną, długą i smukłą szyjkę oraz karbowaną apofizę.

## Występowanie i siedlisko
Występuje na wszystkich kontynentach poza Antarktydą. W Polsce podano wiele stanowisk. Na Czerwonej liście roślin i grzybów Polski ma status E – gatunek wymierający, którego przeżycie jest mało prawdopodobne, jeśli nadal będą działać czynniki zagrożenia. Aktualne stanowiska podaje także internetowy atlas grzybów. Znajduje się w nim na liście gatunków zagrożonych i wartych objęcia ochroną. W latach 1995–2004 objęty był ochroną częściową, a od roku 2004 – ochroną ścisłą bez możliwości zastosowania wyłączeń spod ochrony uzasadnionych względami gospodarki rolnej, leśnej lub rybackiej. Głównymi zagrożeniami są niedostateczne rozpoznanie rozmieszczenia gatunku w Polsce, przypadkowa likwidacja stanowisk, zanikanie dogodnych siedlisk przyrodniczych (szczególnie muraw kserotermicznych), zagospodarowywanie siedlisk marginalnych, zalesianie i sukcesja na wydmach śródlądowych.
Grzyb mykoryzowy lub saprotroficzny, spotykany na piaszczystych glebach na siedliskach kserotermicznych i na nieużytkach. Występuje na w murawach kserotermicznych, na suchych pastwiskach, w sosnowych lasach, na wydmach i wśród roślin wapieniolubnych.